# Іда Бауер (Дора)

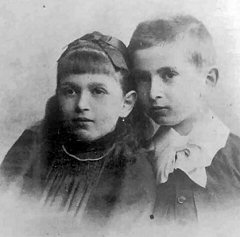
Іда Бауер ("Дора") та її брат Отто

Іда Бауер (нім. Ida Bauer, нім. Dora; 1 листопада 1882, Відень — 21 грудня 1945, Мангеттен, Нью-Йорк) — сестра австрійського політика Отто Бауера. Вона стала відомою завдяки справі «Дора» в психоаналізі Зигмунда Фрейда. 

## Життєпис
Іда Бауер була дочкою текстильного промисловця Філіппа Бауера (1853–1913), тогочасного плейбоя, та його дружини «Кете» Катаріни Бауер, з дому Ґербер (1862–1912). Із восьмирічного віку Іда страждала на мігрені й нервовий кашель. Мігрень зникла з 16-ти років, проте на її місці з'явилася афонія. Іді Бауер було 16 років, коли її показали Фрейду, який уже лікував її батька. Однак лікування не проводилося, оскільки симптоми швидко покращилися. Лише з 18-ти років була розпочата терапія. Цьому передували зміна настрою, але особливо лист до батьків із погрозами про самогубство і втрата свідомості після суперечок з батьком. Аналіз тривав лише три місяці, після чого Іда припинила терапію, але — як описує Фрейд у епілозі — через чверть року вона знову з'явилася у Фрейда. Терапія Фрейда, розпочата в 1900 році, була успішною лише певною мірою, але справа «Дора» надихнула його розробити свою теоретичну концепцію перенесення. 
У 1904 році Іда Бауер одружилася із підприємцем і композитором Ернстом Адлером (1873-1932). Їхній син Курт Герберт Адлер став диригентом і зайняв посаду диригента та оперного директора Опери Сан-Франциско. У 1939 році Іда Бауер змогла втекти до Нью-Йорка через Францію, де вона померла від раку в 1945 році. 

## Справа «Дора»
Опис справи «Дора» Фрейда розділено на п'ять частин. 
У передмові Фрейд описує зобов'язання лікаря зберігати конфіденційність, особливо з огляду на інтимність змісту розмови щодо стосується сексуальності та фантазій пацієнта, і виправдовує свою публікацію із запевненням, що він зробив усе для того, щоб уникнути ідентифікації особи. Насправді Фрейд уже написав публікацію у 1901 році, але опублікував її лише у 1905 році з міркувань приватності. Фрейд опублікував твір тільки тоді, коли змінив деталі життя Іди Бауер, імовірно, її шлюб та зміну імені. Фрейд у своєму підході багато в чому покладався на протоколи пам'яті, тому що він вважав, що запис під час прийому буде заважати. Фрейд підкреслює значення тлумачення сну в цьому контексті як «... неодмінну передумову розуміння психічних процесів істерії та інших психоневрозів ...» (Studienausgabe, т. VI, с. 90). Далі Фрейд повідомляє, що він принципово змінив свою техніку з моменту публікації «Досліджень про істерію» (Йозеф Броєр і Зигмунд Фрейд, 1895). Він замінив її вільною асоціацією ідей пацієнтів, щоб отримати несвідомий матеріал, який би зміг зрозуміти симптоми.  
У главі про стан хвороби Іди Фрейд у першу чергу вказує на неповний характер звітів про її життя та хвороби, які Фрейд характеризує як «теоретично необхідний корелятор» (Studienausgabe, т. VI, с. 96) симптомів. Метою лікування є досягнення зрозумілої, повної історії. Тож можна сказати, що для Фрейда важливою метою аналізу є реконструкція історії життя. Фрейд надає великого значення сімейному і соціальному середовищу пацієнта, а також соматичним фактам для розуміння симптомів. З точки зору сімейних стосунків Фрейд спочатку описує батька як заможного, але вже давно дуже хворого чоловіка. У нього був туберкульоз, коли Іді було шість років, відшарування сітківки, коли їй було десять років, після чого два роки потому параліч, розгубленість і психологічні проблеми, що привели його до терапії у Фрейда. У нього виявили сифіліс. Фрейд характеризує свого персонажа як талановитого, активного, а також «фундаментом» Ідиного життя. З іншого боку Фрейд описує його як не зовсім чесного, це, мабуть, є тим пунктом, який міг би бути дуже важливим для Іди. Батько був у віці від 45 до 50 років, коли він привів Іду на лікування до Фрейда. Фрейд характеризує відносини Іди з батьком як ніжні, що посилювалося хворобами батька. 
Іда Бауер по суті розповіла Фрейду два сни. 
Перший сон: «В будинку пожежа, розказує Дора, батько стоїть перед моїм ліжком і будить мене. Я швидко одягаюся. Мама все ще хоче врятувати свою коробку з ювелірними виробами, але тато каже: Я не хочу, щоб я і мої діти згоріли через твою коробку з коштовностями. Ми поспішаємо, і як тільки я назовні, я прокидаюся» (за Фрейдом: Фрагменти аналізу істерії, Studienausgabe, т. VI, с. 136). 
У другому, набагато довшому сні, Дора гуляє по невідомому їй місту. Потім вона заходить у будинок, де вона живе, і знаходить у своїй кімнаті лист матері. Вона пише, що оскільки дочка залишила батьківський будинок без їх відома, вона не розповіла їй про хворобу батька. Тепер він помер, і якщо дочка захоче, то вона може прийти. Дора поспішає до залізничного вокзалу і сто разів запитує, де він. Вона постійно отримує відповідь, що він знаходиться за п'ять хвилин ходьби від неї. Тоді Дора заходить у густий ліс і питає одного чоловіка. Той відповідає, що до залізничного вокзалу приблизно дві з половиною години. Він пропонує супроводжувати Дору, але вона відмовляється. Вона бачить будівлю вокзалу перед собою, але відчуває себе паралізованою і не може туди потрапити. Нарешті, Дора у батьківському будинку, покоївка відкриває двері і каже, що всі вже на похороні. 
Фрейд тлумачив ці сни, зважаючи на складну сімейну ситуацію у сім'ї Бауер. 
Іда Бауер регулярно доглядала за дітьми сім'ї К. (справжнє ім'я Целленка), мати яких (Пеппіна Целленка) мала у Мерано довготривалі стосунки з Філіппом Бауером, у якого була хвороба легенів. З іншого боку, згідно з розповіді Іди, пан К. (Ганс Целлекка) неодноразово сексуально домагався її, вперше, коли їй було лише 14 років. 
Зрештою, Фрейд трактував сни як вираження пригнічених сексуальних бажань Іди до власного батька, пана К. і пані К. — тлумачення, яке останнім часом викликає багато критики. 
Іда Бауер припинила терапію, розпочату в 1900 році, через 11 тижнів, що розчарувало Фрейда. Однак через деякий час вона відвідала Фрейда і повідомила, що більшість її симптомів пройшли після того, як повідомила батьку, його коханці та її чоловіку свій досвід і всі вони його підтвердили. Однак, як повідомляє, психоаналітик Фелікс Дойч — сімейний лікар Іди у 1923 році — знову виявив практично параноїчну поведінку і загальну ненависть до чоловіків. 
У пізніші роки Пеппіна Целленка була улюбленою партнеркою з бриджу Іди. 

## В літературі
У 2018 році з’явився роман «Іда», в якому правнучка Іди Бауер Катаріна Адлер переказує історію Іди Бауер як вигаданий твір із додаваням історичних досліджень.